# 慈眼寺 (中野区)
慈眼寺（じげんじ）は、東京都中野区にある真言宗豊山派の寺院。

## 概要
1544年（天文13年）、貞運によって開山された。元々は旧桃園川に架かっていた「慈眼堂橋」の近く（中野区中央3-7付近）に位置していたが、江戸時代に現在地へ移転した。
当寺の境内にある「氷川堂」には、氷川神社とゆかりの深い十四代住職:覚順（通称：氷川坊さん）の像が安置されている。

## 仏舎利塔
1979年（昭和54年）、当寺先代住職の縁によりタイ王国ワット・スラケットより仏舎利が請来され、タイ風の金色の仏舎利塔の中に納められている。そのため、東京在住の上座部仏教の信者の信仰も集めている。

## 墓所
- 浅井瓢緑（俳人）

## 交通アクセス
- 東京メトロ丸ノ内線新中野駅より徒歩7分[1]。
- 新宿駅西口よりバス(都営バス宿91系統新代田駅行き王78系統王子駅行き)中野駅よりバス(京王バス　中71系統永福町行き)「鍋屋横丁」下車